# タラーナ
タラーナ（イタリア語: Talana）は、イタリア共和国サルデーニャ自治州ヌーオロ県にある、人口約1,000人の基礎自治体（コムーネ）。

## 地理

### 位置・広がり

#### 隣接コムーネ
隣接するコムーネは以下の通り。
- バウネーイ
- ロッツォラーイ
- オルゴーゾロ
- トリエーイ
- ウルツレーイ
- ヴィッラグランデ・ストリザーイリ